# 三色すみれ (曲)
「三色すみれ」（さんしょくすみれ）は、1974年2月にリリースされた桜田淳子の5枚目のシングルである。

## 収録曲
- 全曲作詞：阿久悠／作曲：中村泰士

1. 三色すみれ (2分34秒)
編曲：馬飼野康二
2. あなたのひとりごと (3分1秒)
編曲：あかのたちお